# Jean Fenouillas
Pour les articles homonymes, voir Philippe.
Jean Fenouillas, dit Philippe, né en 1830 à Bordeaux et mort fusillé le 22 janvier 1873 au quartier de Satory à Versailles en France, est une personnalité de la Commune de Paris.

## Biographie
Courtier en vin, Jean Fenouillas est membre de la Garde nationale pendant le siège de Paris par les Allemands (septembre 1870-mars 1871). Il est un des fondateurs du comité révolutionnaire de la rue d’Aligre. Le 23 mars il est nommé maire de Bercy par le Comité central républicain des Vingt arrondissements. Aux élections complémentaires du 16 avril il est élu au Conseil de la Commune par le douzième arrondissement. Il participe à la création d'une légion des Fédérées armées. Il vote pour la création du Comité de Salut public. Après la Semaine sanglante, il est arrêté, accusé d’avoir perquisitionné chez les religieuses du passage de Cordes et les capucins de Picpus, d'avoir incendié l'église Notre-Dame-de-la-Nativité de Bercy et la mairie de Bercy. En juillet 1872, il est condamné à mort par le Conseil de Guerre. Il est fusillé au camp de prisonniers de Satory, à Versailles, le 22 janvier 1873.

### Notices biographiques
- Jules Clère, Les hommes de la Commune : Biographie complète de tous ses membres, Paris, Libraire-éditeur É. Dentu, 1871, xiv-195, 1 vol. in-18 (OCLC 457798492, lire en ligne sur Gallica), p. 122-123
  - Jules Clère, Les hommes de la Commune : Biographie complète de tous ses membres, Paris, Libraire-éditeur É. Dentu, 1871, 4e éd. (1re éd. 1871), vi-215, 1 vol. in-18 (lire en ligne sur Gallica), p. 137-138
- Paul Delion, Les membres de la Commune et du Comité central, Paris, A. Lemerre éditeur, août 1871, 446 p. (lire en ligne sur Gallica), p. 155-157
- Bernard Noël, Dictionnaire de la Commune, Coaraze, L'Amourier éditions, coll. « Bio », avril 2021 (1re éd. 1971), 799 p. (ISBN 978-2-36418-060-4, ISSN 2259-6976, présentation en ligne), p. 357-358
- « Notice Fenouillas Jean, Philippe, dit Philippe », sur maitron.fr, Le Maitron, dictionnaire bibliographique du mouvement ouvrier et du mouvement social, Association Les Amis du Maitron (consulté le 17 août 2021)